# Anne Chapman
Anne MacKaye Chapman (Los Ángeles, Estados Unidos, 1922-París, Francia, 12 de junio de 2010) fue una antropóloga franco-estadounidense conocida por sus estudios sobre los pueblos fuéguidos, en especial de los selk'nam. Además realizó investigaciones sobre los pueblos de Mesoamérica como los tolupanes y lencas de Honduras.

## Biografía
Su formación inicial como antropóloga la recibió en el Escuela Nacional de Antropología e Historia (ENAH) en México donde se encuentran resguardados los diarios de sus primeras etnografías.  Sus cualidades como persona y como investigadora fueron puestas de relieve por centros de investigación de países de todo el mundo, especialmente en la Argentina.
A fines de 1964 viajó a Tierra del Fuego, iniciando así sus trabajos de campo con los últimos sobrevivientes selk'nam, como Lola Kiepja y Angela Loij. A partir de estas investigaciones escribió posteriormente varios libros, como Los selk’nam: la vida de los onas (1986), además de numerosos artículos en revistas especializadas. En 1985 comenzó a trabajar con las últimas cuatro mujeres que hablaban el idioma yagán.
Vivía varios meses al año en Argentina y Chile, generalmente durante el verano austral, y luego migraba hacia el hemisferio norte, Honduras, México, los Estados Unidos y París donde tenía otra vivienda estable.
Catalina Saugy, antropóloga social de la Universidad de Buenos Aires e investigadora del Instituto Nacional de Antropología y Pensamiento Latinoamericano (INAPL), la conoció desde la década de 1970 y la describió así:

Siempre fue muy generosa y se preocupaba por tener noticias y ayudar a sus amigos. “Para ella era un gran gusto poder entablar un diálogo con una persona de otra cultura como los tolupán o los selk'nam, que pensara con otra estructura, en otro idioma. Ese diálogo iba tejiendo un mutuo respeto y una amistad profunda. Esa era su forma de trabajar. A través de un interés genuino por conocer al otro, iniciaba un diálogo tratando de conocer su concepción del mundo. Esto, que parece sencillo, es una tarea bien complicada, que lleva mucho tiempo, pues normalmente ningún individuo tiene un discurso ordenado, prolijo, fácilmente comprehensible y traducible, acerca de su propia concepción del mundo, listo para ser expuesto ante un interlocutor curioso que viene a hacer preguntas (...) Dedicaba mucho tiempo para sobrellevar las dificultades crecientes que implican cada paso de una publicación internacional. Luego venían sus gestiones para asegurar que sus libros y películas estuviesen disponibles para todo público en bibliotecas e instituciones de investigación. Estas fueron parte de sus luchas profesionales, hasta el último día.

También realizó documentales sobre la vida de los últimos miembros de las etnias selk'nam y yámana, incluyendo El Pueblo Ona: Vida y Muerte en Tierra del Fuego (1977, en colaboración con Ana Montes de González).
Chapman convivió por muchos años con dos de los principales pueblos indígenas de Honduras los indígenas lencas (donde surgió el libro: Los hijos del Copal y la candela) y los tolupanes (Los hijos de la muerte; el universo mítico de los tolupanes).

## Obras
- Drama and Power in a Hunting Society, 1982.
- Los hijos del copal y la candela, 1985
- Los hijos de la muerte; el universo mítico de los Tolupanes.
- Los selk’nam: la vida de los onas, 1986.
- La Isla de los Estados en la Prehistoria: primeros datos arqueológicos, 1987.
- Hain: ceremonia de iniciación selknam, 2002.
- Fin de un Mundo, 1990.
- Yaganes del cabo de Hornos, 2012.